# 기후동행카드
기후동행카드는 서울특별시의 대중교통 통합 정기권이다. 1회 요금 충전으로 30일간 대중교통(지하철, 버스), 따릉이를 무제한 이용할 수 있다.

## 역사
오세훈 서울특별시장의 2023년 9월 11일 기자설명회에서 처음 발표되었다.
11월 17일에는 인천광역시가, 12월 7일에는 김포시가 참여를 선언했다.
2024년 1월 23일에 62,000원 권과 65,000원 권이 실물 카드와 모바일 카드로 발매되었다. 2024년 3월 30일부터 김포 골드라인을 이용할 수 있게 되었다. 2024년 4월 8일에 누적 판매량 100만 장을 돌파헸다.

## 이름과 효과
기후동행카드는 시민들이 요금 부담 없이 대중교통을 이용하여 자가용 이용을 줄여 기후변화를 줄이자는 취지로 명명되었다. 기후동행카드 도입으로 연간 약 1만 3천대 승용차 이용 감소 효과, 온실가스 연간 3만 2천 톤 감소가 예상된다.

## 이용 가능 범위
- 수도권 전철 서울, 고양, 과천 시내 구간 및 김포 골드라인, 별내선, 진접선 (신분당선, 수도권 광역급행철도 제외)
- 서울 시내버스 및 마을버스 (심야버스, 서울동행 일반버스 포함. 서울동행 광역노선을 포함한 서울 광역버스는 제외)
- 따릉이

## 사용법
안드로이드 12 이상의 스마트폰의 티머니 앱이나 실물 카드로 발급할 수 있다. 62,000원 권은 지하철과 버스를, 65,000원 권은 지하철, 버스, 따릉이를 이용할 수 있다. 실물 카드의 발급 비용은 3,000원이며, 티머니 홈페이지에서 등록이 필요하다. 후불형 기후동행 신용/체크카드 또한 발급받은 후 티머니 홈페이지에 등록해야 한다.